# Denis Švec
Denis Švec (* 16. března 1996, Dubnica nad Váhom) je slovenský fotbalový obránce, od srpna 2015 působící v FK Slovan Duslo Šaľa, kde je na hostování z TJ Spartak Myjava.

## Klubová kariéra
Svoji fotbalovou kariéru začal v MFK Dubnica, kde prošel všemi mládežnickými kategoriemi. V roce 2013 se propracoval do prvního týmu. V červenci 2014 přestoupil do mužstva TJ Spartak Myjava. V létě 2015 zamířil na půlroční hostování do týmu FK Slovan Duslo Šaľa.